# Yves Rocher
Yves Rocher [iːv rɔʃɛ]IPA je světová rostlinná kosmetická firma, založená v roce 1959 francouzským kosmetickým podnikatelem Yves Rocherem ve městě La Gacilly v Bretani. K roku 2009 společnost působí na pěti kontinentech v 88 zemích světa a zaměstnává 15000 lidí.
V roce 2004 dosáhla skupina Yves Rocher celkového obratu 2,012 miliard dolarů. Skupina Yves Rocher rovněž řídí značky Daniel Jouvance, Dr Pierre Ricaud, Isabel Derroisné - ID Parfums Paris, Petit Bateau, Stanhome, Flormar, Kiotis, Arbonne a Sabon.
Společnost taky spravuje botanickou zahradu Jardin botanique Yves Rocher de La Gacilly ve svém průmyslovém areálu v La Gacilly. Ta je volně přístupná veřejnosti bez vstupného.